# شوالمتال (نوردراین-وستفالن)
شوالمتال (به آلمانی: Schwalmtal) یک شهر در آلمان است که در Viersen واقع شده‌است. شوالمتال ۱۹٬۱۹۵ نفر جمعیت دارد.